# Gâmbia nos Jogos Olímpicos de Verão de 2020
Gâmbia deverá competir nos Jogos Olímpicos de Verão de 2020 em Tóquio. Originalmente programados para ocorrerem de 24 de julho a 9 de agosto de 2020, os Jogos foram adiados para 23 de julho a 8 de agosto de 2021, por causa da pandemia COVID-19.  Será a décima participação olímpica consecutiva do país desde sua estreia nos Jogos Olímpicos de Verão de 1984.

## Competidores
Abaixo está a lista do número de competidores nos Jogos.
| Esporte   | Masculino | Feminino | Total |
| --------- | --------- | -------- | ----- |
| Atletismo | 1         | 1        | 1     |
| Judô      | 1         | 0        | 1     |
| Total     | 2         | 1        | 3     |

## Atletismo
Os seguintes atletas de Gâmbia conquistaram marcas de qualificação, pela marca direta ou pelo ranking mundial, nos seguintes eventos de pista e campo (até o máximo de três atletas em cada evento):
- Nota– As posições para os eventos de pista são em relação à bateria do atleta
- Q = Qualificado para a próxima fase
- q = Qualificado para a próxima fase como o perdedor mais rápido ou, em eventos de campo, pela posição sem atingir o alvo para qualificação
- NR = Recorde nacional
- N/A = Fase não aplicável para o evento
- Bye = Atleta não precisou disputar aquela fase

Eventos de pista e estrada
| Atleta        | Evento          | Eliminatória | Eliminatória | Quartas-de-final | Quartas-de-final | Semifinal | Semifinal | Final     | Final   |
| Atleta        | Evento          | Resultado    | Posição      | Resultado        | Posição          | Resultado | Posição   | Resultado | Posição |
| ------------- | --------------- | ------------ | ------------ | ---------------- | ---------------- | --------- | --------- | --------- | ------- |
| Ebrima Camara | 100 m masculino |              |              |                  |                  |           |           |           |         |
| Gina Bass     | 100 m feminino  |              |              |                  |                  |           |           |           |         |
| Gina Bass     | 200 m feminino  |              |              | —                | —                |           |           |           |         |

## Judô
A Gâmbia inscreveu um judoca no torneio olímpico baseado no ranking olímpico individual da International Judo Federation.
Masculino
| Atleta    | Evento | Fase de 32           | Oitavas-de-final     | Quartas-de-final     | Semifinais           | Repescagem           | Final / BM           | Final / BM |
| Atleta    | Evento | Adversário Resultado | Adversário Resultado | Adversário Resultado | Adversário Resultado | Adversário Resultado | Adversário Resultado | Posição    |
| --------- | ------ | -------------------- | -------------------- | -------------------- | -------------------- | -------------------- | -------------------- | ---------- |
| Faye Njie | -73 kg |                      |                      |                      |                      |                      |                      |            |